# Kirilo Stecenko
Kirilo Grigorovič Stecenko (ukr. Кирило Григорович Стеценко); (Ukrajina, Kvitkiv, 12. svibnja 1882. - Ukrajina, Veprik, 29. travnja 1922.); je ukrajinski skladatelj, dirigent i profesor glazbe. Također je bio pravoslavni svećenik i Ministar obrazovanja u Ukrajinskoj Narodnoj Republici. Stecenko je autor više poznatih djela poput opere Karmaljuk ili dječje opere Ivasik-Telesik. Posebno su značajna djela duhovne liturgijske glazbe.

## Ranija biografija
Kirilo je rođen u središnjoj Ukrajini, Čerkaška oblast. Njegov otac Grigorij bio je slikar ikona, a majka Marija je bila kćerka upravitelja njegovog rodnog mjesta. Kirilo je živio u velikoj obitelji, bio je osmo od ukupno jedanaestero djece. Od 1892. do 1897. započinje svoje visoko školovanje u Crkvenoj školi Svete Sofije i živi s ujakom Danilom Horjanskim u Kijevu. U međuvremenu je naučio svirati harmoniku i glasovir. Već s 13 godina napisao je svoju prvu liturgijsku skladbu: "Uvijek ću veličati Gospodina".

## Strana literatura
- Козицький П. Кирило Стеценко (спроба критично-біографічної характеристики) у ж. Музика, ч. 2 — 5. К. 1923;
- Грінченко М. Кирило Стеценко — композитор (критично-життєписний нарис). X. — К. 1930;
- Пархоменко Л. Кирило Григорович Стеценко. К. 1963;

## Vanjske poveznice
- Biografija Kirila Stecenka (ukr.)
- Biografija Kirila Stecenka (ukr.)
- Razgovor s unukom Kirila Stecenka (eng.)
- THE ART SONGS | KYRYLO STETSENKO https://youtube.com/playlist?list=PLn1v9Qs7hKT6p6JldZka1Z2ZJ_jbtbL6x